# Перх-Наволоцкое общество
Перх-Наволоцкое общество — сельское общество, входившее в состав Авдеевской волости Пудожского уезда Олонецкой губернии.

## Общие сведения
Волостное правление находилось в селении Авдеевская.
В настоящее время территория общества относится к Авдеевскому сельскому поселению Пудожского района Республики Карелия.

## Населённые пункты
Согласно «Спискам населённых мест Олонецкой губернии» по переписям 1873 и 1905 годов общество состояло из следующих населённых пунктов:
| № | Населённый пункт            | Расстояние до волостного правления в верстах | Количество семей (1905) | Всего жителей (1905) | Всего жителей (1873) |
| - | --------------------------- | -------------------------------------------- | ----------------------- | -------------------- | -------------------- |
| 1 | Никитинская                 | 11                                           | 7                       | 59                   | 28                   |
| 2 | Петрушевская (Рокса-Сельга) | 15                                           | 14                      | 105                  | 60                   |
| 3 | Уной-Губская (Уная губа)    | 18                                           | 5                       | 39                   | 46                   |
| 4 | Чажва                       | 16                                           | 19                      | 109                  | 73                   |
| 5 | Перх-Наволок                | 17                                           | 12                      | 68                   | 36                   |
| 6 | Мар-Наволок                 | 22                                           | 34                      | 188                  | 144                  |
| 7 | Лук-Остров (Упожь)          | 25                                           | 11                      | 65                   | 44                   |

## Население
- Крестьянское — 619 человек
- Некрестьянское — 14 человек
- Всего — 633 человека